# Мимар Синан
Коџа Мимар Синан Ага или само Синан (Кајсери, 15. априла 1489 – Цариград, 7. фебруара 1588) је био најзначајнији архитект у раздобљу султана Селима I, Сулејмана I, Селима II, и Мурата III. једно од његових најзначајнијих дела је Сулејманова џамија у Цариграду, а његовим ремек-делом сматра се џамија Селимија у Једрену.
Рођен у Анатолији као син православних јерменских родитеља. Године 1511, почиње да ради у инжењерији јањичарске војске и 1539. добија титулу „први градитељ“. Први велики рад му је био Шехзадина џамија у Цариграду 1548. Најпознатије дело на нашим просторима је Мост Мехмед паше Соколовића у Вишеграду. Синанов ученик Мимар Хајрудин Ага је саградио Стари мост у Мостару и тиме положио пријемни испит за Синанов менторат.
Мимар Синан је најзначајнији заступник класичне османске архитектуре и неки га пореде с његовим савремеником Микеланђелом. На различитим местима у Османском царству је саградио 84 велике џамије, 52 мале џамије, 57 школа Курана (медреса), 7 библиотека, 18 караван сараја, 22 маузолеја, 46 хамама, 35 одморишта (сарај), 3 болнице, 5 акведукта, 8 мостова и 8 складишта. Једно од његових дела је Џамија Мехмед-паше Соколовића.
Сахрањен је непосредно изван северног зида уз Сулејманову џамију.

## Биографија
Прву Синанову биографију написао је турски књижевник и сликар Мустафа Сај Челеби, савременик и лични пријатељ Синанов. Ова биографија појавила се одмах након Синанове смрти, 1588. године. У њој се каже да је Синан рођен у Кајсерији у Кападокији. По различитим изворима тврде да је пореклом Јермен, Албанац или Грк.
Године 1938, на 350-годишњици Синанове смрти, турски историчар Б. Злуг је изнео неке нове податке о Синановом пореклу. Ове податке он темељи на оригиналним писаним документима, који се налазе у турском Државном архиву. Према њима, Синан се родио у Агирназу, селу у подручју Кеси, у централном делу Кајсерије. Према подацима сиџила (судбеног протокола) из тога времена, ове крајеве су насељавали хришћани турског порекла, које је Византија, да би се одупрла навалама Арапа насељавала у Анадолији. Као хришћанско дете, Синан је доведен у Истанбул, преведен на ислам и дат у јањичарску војску на васпитавање.
Према подацима Б. Злуга, с којима се слажу и подаци Е. Еглија, није познат тачан датум Синановог рођења, ни доласка у Истанбул. Са највише вјероватноће узима се да је рођен 1490. или 1491. године. Већ 1516. године суделује као грађевински радник у војном походу на Египат. О следећих пет година нема поузданих података. Године 1521, налази се са војском султана Сулејмана, кад она заузима Београд, а наредне 1522. године налази се са војском у походу на Родос. Тада у јањичарској војсци добија титулу „секбан коњаник“, (род јањичарске војске који у саставу има ловачке псе). Године 1526, учествује у бици код Мохача и у заузимању Угарске, а 1529. са султановом великом армијом, налази се под Бечом. Следећих година је, највероватније, са султановом војском у средњој Европи, али о томе нема сигурних података. Године 1534, и 1535. учествује у освајању Персије и Месопотамије. У овом походу, према подацима Б. Злуга, Синан у једном нападу код Ванског језера добија задатак да изгради флотилу малих ратних лађа, што успешно извршава. Након завршетка персијске војне постављен је за „хасекију“ (служба дворског вртлара). Након овога, суделује у још неколико ратних похода. С њим у вези је за значајан податак о градњи моста преко реке Прута у походу на Румунију 1538. године. Овај задатак Синан је извршио за десет дана.
На султановом двору постојала је у то време служба и титула главног архитекта, коју је до 1536. године вршио Аџем Али, пореклом Персијанац. После његове смрти, између 1536. и 1539. године, место главног архитекта било је непопуњено. Године 1539, по подацима Б. Злуга, указала се потреба за изградњом турбета (маузолеја) умрлом великом везиру Ајас-паши. Тадашњи велики везир Лутфи-паша изјављује да за овај посао не постоји вештији архитект од Хасеки Синан субаше, који се налази у јањичарској војсци, те му преко команданта јањичара нуди титулу главног архитекта Турског царства. Ову дужност је од тада вршио Синан, непрекидно, до своје смрти 1588. године.
Из ових података се види да се Синан и у јањичарској војсци био прочуо као добар градитељ. Истина, из података о његовом напредовању као јањичара, уочава се више тежња за обичном војничком каријером: он је 1522. године „секбан коњаник“, после Мохачке битке 1526. добија титулу капетана пешадије, и тек 1534. године помиње се као шеф неког одељења грађевинара. У току овог периода, пре и после 1534. године, вршио је разне техничке дужности, међу којима су грађевински задаци били само један део у склопу много ширих задатака које је војно ратовање постављало пред њега. Међутим, чињеница да је 1539. постављен за главног архитекта на двору султана Сулејмана говори да је Синан у војсци био савладао не само инжењерске вештине у изградњи мостова, путева и утврђења него да је био већ изградио и таква дела која су првенствено архитектонска.
Архитект на двору имао је пре свега дужности које су му налагале градњу сакралних и јавних објеката. Кад је избор пао на Синана, а не на неког од ученика ранијег главног архитекте, јасно је било да се он већ раније био окушао и на таквим пословима, иако из његове војничке каријере произлази да је до тада највећи број његових радова био инжењерско-техничке природе. Због тога, период Синановог рада у јањичарској војсци остаје у највећој мери непознат. Из познатих биографских података, користећи се до данас најверодостојнијим изворима, види се да се у Синановом раду могу јасно уочити два временска одсека везана за његову грађевинску делатност: први у јањичарској војсци од 1516. до 1539. године, и други на султановом двору од 1539. до 1588. године.
Први период носи карактеристике Синановог школовања на практичним инжењерско-техничким задацима у вези са малим бројем правих архитектонских објеката, док други потпуно јасно одражава (у прво време) Синанове напоре да конструкције, чије је извођење већ био савладао, архитектонски оплемени. Ово настојање је видљиво не само у савлађивању нових задатака који се постављају пред њега него и у његовом тражењу властитог уметничког израза. Почев од грађевина које још носе печат неспретности па све до оних из времена зрелог мајсторства и појединих ремек-дела, свуда се може пратити и уочити Синанова уметничка личност. „Тај индивидуални Синанов уметнички израз је склад љупкости једног лиричара и епске монументалности изражене у бројним реализацијама његових величанствених простора. Сви ти простори понекад изванредних димензија, подређени су човеку, компоновани за њега, са тежњом да им се да топлина људског дома“.

## Рад
Иако су објекти неких џамија уједно и најзначајнија Синанова архитектонска дела, ипак се по вредности веома разликују. Ове разлике према архитектонској и конструктивној техничкој вредности нису везане само за време настанка, односно за период у коме се Синан формирао као архитект (за разлику од његовог ранијег инжењерског деловања у војсци), него и за значај џамије или, боље рећи, за значај њеног утемељивача. Између многобројних реализација џамијских грађевина могу се издвојити оне из Синановог раног периода, код којих је уочљиво да се он тек формира као уметничка личност. После долазе Синанове велике џамије у Истанбулу и Једрену, његова ремек-дела. Напокон, истовремено са својим највреднијим грађевинама, које су значајне за општу архитектуру његовог доба, Синан гради и такве џамије које се, ни по конструктивном решењу, ни по композиционо-просторним вредностима, не могу убрајати у велика архитектонска дела. Али, без обзира на веома различите вредности многобројних Синанових џамија из дуготрајног временског периода од пола века, између 1537. до пред његову смрт 1588. године, код свих ових градњи може се уочити присутност Синанове уметничке личности. Да би се могла добити јасна слика о развитку Синана као архитекта, могу се размотрити његове карактеристичне џамијске грађевине, како из времена његовог почетништва, тако и из времена његове уметничке зрелости.
Синану се приписује изрека да је Хасеки Хурем џамија његово шегртско дело, Шехзаде џамија – калфинско, а џамије султана Сулејмана и султана Селима II – мајсторска остварења. Па према томе ће и бити извршена подела периода његовог развоја, на:
- Шегртски период (до 1550. године)
- Калфински период (од 1550. до 1570. године)
- Мајсторски период (од 1570. године до своје смрти).

### Шегртски период(период до 1550. године)
У овом периоду Синан наставља традиционални стил османске архитектуре, али он постепено почиње да експериментише на разним могућностима, јер је за време његове војне каријере имао могућност да прочава архитектонске монументе у освојеним градовима Европе и Блиског истока.
Синан добро упознаје селџучку и раноосманску архитектуру, а исто тако и византијску, захваљујући свом дугогодишњем раду на највећој средњовјековној цркви Аја Софији, том величанственом делу Антемија и Исидора, где је постигнута успешна комбинација базилике и централног плана, Мимар Синан је уочио недостатке базилике и успео да оствари простор са јасним, прегледним и јединственим простором који у себи имају неки свечани дух. Многи истраживачи његовог дела сложили су се да нико није од настанка Аја Софије па до данас тако студиозно упознао све њене естетске, и конструктивне, те структуралне елементе.
За овај период важно је поменути три џамије – џамију Хусрев-паше у Алепу и Хасеки Хурем и Шехзаде џамију у Истанбулу.

### Калфински период (период од 1550. до 1570. године)
Када је 50-их година султан Сулејман Величанствени стигао до врхунца своје моћи, хтео је да изгради монумент који ће се истицати не само својом величином, него и другим одликама у односу на друге. Тај посао поверио је свом главном архитекти Синану, који ће од тог направити право ремек-дело – комплекс Сулејманија.
Поред Сулејманије, Синан је у овом периоду направио велики број других објеката, међу којима се издвајају – Џамија великог адмирала Синан-паше, Џамија Кара Ахмет-паше, као и Рустем-пашина џамија у Истанбулу.

### Мајсторски период (период од 1570. године до смрти)
Коначно 1569. Синан је по наруџби новог господара Селима  почео своје ремек-дело, синтезу свих ранијих тражења и експериментисања, чудесну Селимију у Једрену. Све су његове најбоље особине распламсане до врхунца у овом делу његове дубоке старости од преко осамдесет година. Ту је на врхунцу његова дрска смелост идеја, непогрешиви конструкторски осећај, савршена сигурност реализације и луцидност у потпуном усаглашавању и најкрупнијих и најситнијих детаља у једну величанствену целину. Ова џамија сматра се његовим ремек-делом.
Да би се потпуније приказао Синанов развој, треба приказати још три везирске џамије из Синановог опуса у Истанбулу. Ове грађевине потичу из последњег периода Синанове делатности. Он је имао готово 90 година кад је довршио џамију великом везиру Мехмед-паши Соколовићу, коју је он сам сматрао једном од својих најбољих остварења. Друге две, Шемси Ахмед-паше и Килич Али-паше, по димензијама су мање, па се по томе могу поредити са прве две Синанове џамије, Хусрев-пашином у Алепу и Хасеки Хурем у Истанбулу. Поређење остаје заиста само на величини грађевина, док све друге вредности ове две посљедње Синанове џамије говоре о великом и зрелом архитекту. Обе ове џамије довршене су 1580. године. Из прегледа Синанових џамија произлази да Синанова старост није умањивала ни његову активност, ни вредност његових дела. Напротив, своја ремек-дела остварио је у позним годинама живота: џамију Сулејманију – кад му је било 66 година, Селимију – кад је имао 84 године, а кад је била довршена џамија Мехмед-паше Соколовића имао је пуних 88 година.

## Закључак
Градио је до дубоке старости, као главни дворски или државни архитект за два султана, Сулејмана Величанственог и Селима  у време просперитета Османског царства, што му је пружило могућност да распламса свој раскошни и необуздани истраживачки стил и створи импресивна дела. Користећи при реализацијама вештину великог броја најпробранијих мајстора, довођених из свих делова пространог царства, постигао је упечатљив и лако препознатљив сопствени монументални израз који је означио не само врхунац турске уметничке ренесансе и, шире гледајући, целокупне исламске уметности његовог доба, него је преко васпитаника његове школе, тај класични стилски израз је још цео један век снажно утицао на уметност исламског медитеранског света.
У његовом, сопственом, стилском изразу који је развио током своје делатности, може се запазити низ одлика:
- степенаста игра купола и полукупола које формирају динамичку и пирамидалну композицију;
- пропорционисање објеката последица је коришћења мистичног значења бројева, законитости математике и кориштења стандарда;
- сви елементи џамије су рашчлањени и сваки део делује посебно, али стварају утисак целовитости и имају јединствену композицију;
- делови архитектонске композиције, како на фасади (портал) тако и у унутрашњости (михраб, минбер) имају наглашену висину;
- ненаметљива архитектонска пластика, како на фасадама, тако и на елементима ентеријера, прецизно обрађена, али смишљено распоређена с циљем истицања архитектонских вредности;
- извучени михраб из спољашње масе зида, који је и посебно покривен;
- џамије су увек централни објекти комплекса, око којих су медресе, школе за изучавање Курана, имарети, болнице и други објекти.

Свака Синанова џамија се доима као један савршен кристал, створен непогрјешивим природним током у једном часу. Зато се на њима не препознаје грч стварања, ризици склапања, несавршености уклапања и ток поступка, него су оне чудно створене у тренутку без трапавог људског рада.

## Галерија
- Синанови мајсторски радови
- Џамија Шехзаде - Истанбул
- Унутрашњост џамије Шехзаде
- Сулејманова џамија - Истанбул
- Унутрашњост Сулејманове џамије
- Џамија Селимија - Једрене